# Axel Haller
Axel Haller (* 24. Januar 1961 in Augsburg) ist ein deutscher Ökonom.

## Leben
Nach dem Abschluss 1985 zum Diplomökonom an der Universität Augsburg und der Promotion 1989 zum Dr. rer. pol. war er von 1994 bis 1996 Habilitationsstipendiat der Deutschen Forschungsgemeinschaft. Nach der Habilitation 1996 zum Dr. rer. pol. habil. und der Ernennung 1997 zum Privatdozenten vertrat er 1997/1998 eine Professur für Allgemeine Betriebswirtschaftslehre an der Universität zu Köln. 1998/1999 vertrat er die Professur des Treuhandseminars der Universität zu Köln (Lehrstuhl Günter Sieben). Von 1999 bis 2004 lehrte er als Inhaber des Lehrstuhls für Unternehmensrechnung und Wirtschaftsprüfung an der Universität Linz. Seit 2004 ist er Inhaber des Lehrstuhls für Financial Accounting and Auditing an der Universität Regensburg.
Seine Forschungsthemen sind Internationalisierung der Rechnungslegung in konzeptioneller und normativer Hinsicht, Rechnungslegung von nicht-kapitalmarktorientierten Unternehmen, erweiterte Unternehmensberichterstattung (Sustainability Reporting, Integrated Reporting) und Wirtschaftsprüfung.

## Schriften (Auswahl)
- Die Grundlagen der externen Rechnungslegung in den USA. Unter besonderer Berücksichtigung der rechtlichen, institutionellen und theoretischen Rahmenbedingungen. Stuttgart 1994, ISBN 3-7910-0843-9.
- mit Adolf G. Coenenberg und Wolfgang Schultze: Jahresabschluss und Jahresabschlussanalyse. Aufgaben und Lösungen. Landsberg am Lech 2016, ISBN 3-7910-3550-9.
- mit Adolf G. Coenenberg, Gerhard Mattner und Wolfgang Schultze: Einführung in das Rechnungswesen. Grundlagen der Buchführung und Bilanzierung. Stuttgart 2018, ISBN 3-7910-4115-0.